# Planea schlechteri
Planea schlechteri là một loài thực vật có hoa trong họ Cúc. Loài này được (L.Bolus) P.O.Karis miêu tả khoa học đầu tiên năm 1990.